# Amastigia xishaensis
Amastigia xishaensis är en mossdjursart som beskrevs av Liu 1984. Amastigia xishaensis ingår i släktet Amastigia och familjen Candidae. Inga underarter finns listade i Catalogue of Life.